# 1969 (песня)
1969 — песня прото-панк-группы The Stooges, выпущенная ими в качестве второго сингла и вошедшая первым треком на их дебютный альбом. На первый сингл группы, «I Wanna Be Your Dog», «1969» вошла би-сайдом. На компиляцию лучших вещей Игги Попа «A Million In Prizes: The Anthology» песня также вошла первым треком.
Песня является одной из хорошо известных и самых узнаваемых концепций группы. Начинаясь с яркого тяжёлого вступления гитары (с использованием эффектов фузза и реверба), она продолжается в ритме, навеянном рок-н-роллом Бо Диддли (примитивная и жёсткая ритм-секция является характерной для группы). Во второй половине песни начинается тяжёлое и мрачное гитарное соло. Текст песни, написанный Игги Попом, является своего рода манифестом: «Last year I was 21 / I didn’t have a lot of fun / now I’m gonna be 22 / I say 'Oh my and a boo-boo'» (рус. Весь последний год мне было 21, и это было не очень-то весело; скоро мне стукнет 22, и я скажу: ух ты, бу-бу). Для второго альбома группы, «Fun House», было написано своего рода «логическое продолжение» песни — композиция «1970».

## Кавер-версии
The Sisters of Mercy записали кавер-версию этой песни, вышедшую синглом в 1983 году (вошла также в сборник 1992 года «Some Girls Wander By Mistake»); их версия значительно отличается от оригинальной, это типичный для группы пост-панк с механическим ритмом и отчаянным, трагичным вокалом. Другая знаменитая готик-рок-группа, The Mission, также выпустила кавер-версию «1969»; пост-панк-группа Mission of Burma выпустила её на своём вышедшем после распада концертном альбоме «The Horrible Truth About Burma». Для трибьюта 1998 года «We Will Fall: The Iggy Pop Tribute» кавер-версию «1969» записал вокалист Ramones, Джоуи Рамон; также она вошла на его первый сольный альбом «Don't Worry About Me». Джо Страммер исполнял «1969» на протяжении своего последнего перед смертью гастрольного тура. Другие панк-рок-артисты также выпускали кавер-версии «1969».

## Список композиций
1. 1969
2. Real Cool Time